# Palácio Episcopal de Astorga
O Palácio Episcopal de Astorga é um edifício projetado pelo arquiteto espanhol Antoni Gaudí, em estilo modernista e historicista neogótico. Está situado na cidade de Astorga, a uma distância relativamente curta de Leão, onde se encontra outra das raras obra de Gaudí fora da Catalunha, a Casa Botines. A construção foi executada entre 1889 e 1913.
No palácio, que nunca chegou a funcionar como residência do bispo, funciona desde 1963 o Museu dos Caminhos (de Santiago). Desde 2015 que o palácio é um elemento associado do sítio do Património Mundial da UNESCO "Caminhos de Santiago: Caminho francês e caminhos do norte de Espanha".

## Descrição
O palácio foi construído em granito cinzento proveniente da região vizinha de El Bierzo e segue os cânones historicistas da arquitetura de finais do século XIX e princípio do século XX, neste caso em estilo neogótico. A planta é em cruz grega, sobreposta por uma planta quadrada e quatro fachadas, rodeadas por um fosso e com uma torre em cada uma das suas esquinas. Nas torres encontra-se o escudo do bispo Grau, com a legenda Pax Christi em cordibus e a letra grega tau, para Tarragona. Em dois dos lados apresenta corpos retangulares protuberantes, enquanto que nos outros lados se encontra, a torre da entrada e a capela. A primeira é quadrada e tem um alpendre de acesso ao palácio. A capela tem planta retangular e é rematada por uma abside e três apsidíolos.
O acesso pela fachada principal é feito por uma escadaria circular, situada numa ponte sobre o fosso. O pórtico de entrada tem três grandes arcos afunilados em silhar, separados entre si por contrafortes inclinados, com grandes aduelas reminiscentes das masías (casas rurais)  catalãs do século XV. No seu interior há um abóbada suportada por arcos quebrados sobre pendículos. No segundo e no terceiro andar há numerosas janelas decoradas com vitrais. A fachada é rematada com o escudo do bispo Alcolea, em granito. A estrutura do edifício é sustentada por pilares com capitéis decorados e em abóbada em cruzaria sobre arcos ogivais decorados com cerâmica vidrada. É rematado por merlões de estilo mudéjar.
No exterior conservam-se as estátuas de três anjos, com os correspondentes atributos episcopais (mitra, cruz peitoral e báculo), que foram desenhados por Gaudí para ficarem na parte exterior do teto mas nunca chegaram a lá ser colocados.

## História
O palácio substitui o antigo palácio episcopal, que foi destruído por um incêndio em 1886. O bispo Joan Baptista Grau i Vallespinós encomendou então o projeto dum novo palácio a Gaudí, de quem o bispo era amigo de longa data. As obras foram iniciadas em 1889, mas após a morte do bispo em 1893, Gaudí renunciou à direção das obras por desavenças com o cabido, quando ainda faltava construir o segundo andar e o ático. A Gaudí sucederam-se, sem êxito, os arquitetos Francisco Blanch y Pons e Manuel Hernández Álvarez-Reyero. As obras foram concluídas em 1913, sob a direção de Ricardo García Guereta, nomeado pelo bispo Julián de Diego y Alcolea.
Durante a Guerra Civil Espanhola, o palácio foi usado como quartel e sede da Falange e em 1943 e 1956 houve várias obras de reparação com o objetivo de o converter na residência do bispo, o que nunca chegou a acontecer. Durante os pontificados dos bispos Marcelo González Martín e Antonio Briva Miravent foi transformado no Museu dos Caminhos, o qual foi inaugurado em 1963.